# Jason Voorhees
Jason Voorhees este personajul principal din seria de filme horror Vineri 13.